# Calliclès
Pour le vainqueur olympique, voir Calliclès de Sidon.
Calliclès est un personnage des dialogues de Platon. Il apparaît dans le Gorgias, sous les traits d'un rhéteur qui refuse d'accepter les arguments de Socrate. Défenseur d'une morale aristocratique opposant les « forts » et les « faibles », il conteste les lois de la cité.
Calliclès d’Acharnes est un personnage célèbre au sein des dialogues de Platon. Il fait partie des rares interlocuteurs qui tiennent tête à Socrate sans jamais se laisser convaincre. Hostile à la philosophie, défiant envers Socrate et partisan d'une forme d'immoralisme, le personnage semble incarner l'opposition radicale à la pensée de Platon.
Il est également célèbre pour le débat concernant son existence historique. Le Gorgias est l'unique source dont on dispose concernant Calliclès. En l'absence d'autres sources attestant de son existence, certains ont vu dans Calliclès un personnage fictif, créé de toutes pièces par Platon.

## Le personnage de Calliclès
L'existence historique du personnage est débattue. Le Gorgias est l'unique témoignage concernant son existence et beaucoup ont vu dans Calliclès une création littéraire. La question de la réalité historique du personnage n'est cependant pas tranchée. La personne de Calliclès n’est mentionnée dans aucun autre texte — qui nous soit parvenu — que le Gorgias. Aussi est-il possible qu’il n’ait jamais existé, et qu’il soit une invention de Platon. Le Gorgias évoque de nombreux détails de sa vie, l’associant parfois à des personnalités ayant de fait existé. Platon lui attribue ainsi un amour avec Démos (lié à la famille de l’auteur) ou encore une amitié d’enfance avec de hautes personnalités de l’époque. Il est donc possible que le personnage de Calliclès ait vraiment existé, mais qu'il n'en reste aucune autre trace que celle du Gorgias.
Les positions extrêmes de Calliclès sur la justice, le bonheur, la morale et la philosophie, en tout point contraires aux thèses défendues par Socrate dans les dialogues de Platon, viennent confirmer la thèse de l’invention. Cette invention aurait pu cependant être inspirée par des personnages réels comme Critias, Isocrate, Polycrate de Samos, Denys II ou encore Alcibiade, dont Platon dit qu'il est ami. 
Les personnages des dialogues de Platon sont souvent des Grecs ayant réellement existé, parmi lesquels des noms célèbres comme Théétète ou Protagoras, et bien sûr Socrate. Il ne fait d'ailleurs aucun doute que Gorgias, qui donne son nom au dialogue où Calliclès apparaît, était un célèbre sophiste de l'époque de Platon. Mais ce qui fait tout de même pencher la balance en faveur de l'hypothèse du personnage fictif, créé de toutes pièces pour les besoins de la cause, ce sont deux arguments : d'une part le nom en lui-même de Calliclès qui vient du grec ancien « kallistos », superlatif qui signifie « le plus beau ». Or Calliclès n'est-il pas infatué de sa personne : jeune, beau et riche. D'ailleurs riche, il faut l'être pour accueillir chez soi un sophiste comme Gorgias ; d'autre part, la nature des thèses que va défendre Calliclès aurait conduit Platon à créer ce personnage. Ce sont des thèses populaires — le mépris de la philosophie et des philosophes, la croyance dans la relation directe entre la force et le droit, le tout mâtiné d'une bonne dose d'hédonisme — thèses qui reviennent fréquemment dans les débats politiques de l'époque, sans être le fait d'un penseur plutôt que d'un autre. Pour la cohérence dramatique de son dialogue, Platon aurait eu besoin d'un personnage dont la personnalité serait elle-même le reflet des thèses présentées.

## Les théories de Calliclès dans leGorgias
Calliclès, avec la fougue de sa jeunesse et la conscience de sa puissance sociale, a l'assurance qui faisait défaut à Polos et même à Gorgias. Rompu sans doute à l'art sophistique, il affronte Socrate d'autant plus aisément que ses assertions, libérées des fioritures de la philosophie, traduisent des thèmes populaires classiques, donc connus de tous, même inconsciemment, donc de Socrate.
Ses thèses s'articulent autour de deux grands thèmes : les lois de la Nature s'imposent à la Cité, et la critique de la philosophie.

### Les lois de la Nature doivent s'imposer à la Cité
Dans la Grèce antique, la Nature exprime d'abord la Divinité. En accord avec les vers d’Anaxagore de Clazomènes : « Au commencement était le Chaos, alors l'Esprit vint qui organisa tout », les Grecs pensaient que la Nature indiquait la norme de tout ce qui existe, tant en puissance qu'en acte, et c'est ainsi qu'elle devint ce par rapport à quoi il fallait s'orienter pour agir ou penser. Cette idée a eu pour conséquence de nourrir l'opposition entre la Nature (« physis ») et la Loi (« nomos ») lorsqu'est apparu le caractère conventionnel de cette dernière : « Le plus souvent, la nature et la loi se contredisent » ,.)
Or, que disent les lois de la Nature ?
D'une part qu'il est nécessaire que toute puissance d'un être naturel s'exprime dans sa plénitude, autrement dit que rien ne contrevienne à ce qu'elle manifeste ce qu'il a de plus essentiel à faire advenir, et qui est pour lui le plus vital (désir de pouvoir, de domination). C'est ainsi que le désir traduit cette tendance qui traverse les êtres naturels. Il redouble en le nourrissant leur principe vital et leur permet le plein épanouissement de leurs potentialités : « le beau et le juste selon la nature, c'est […] que pour bien vivre, il faut entretenir en soi-même les plus fortes passions au lieu de les réprimer, et qu'à ces passions, quelques fortes qu'elles soient, il faut se mettre en état de donner satisfaction par son courage et son intelligence, en leur prodiguant tout ce qu'elles désirent ».
D'autre part, qu'il est tout autant nécessaire que ce que manifeste cette puissance, dont la Nature est autant l'origine que la finalité (en grec ancien : τέλος, télos) se réalise comme tel dans la Cité : « la Nature, selon moi, nous prouve qu'en bonne justice celui qui vaut plus doit l'emporter sur celui qui vaut moins, le capable sur l'incapable » C'est de ce « surhomme, un homme assez heureusement doué pour briser, secouer, rejeter toutes ces chaînes […] [qui] se révolterait, se dresserait en maître devant nous […] et [qui] alors brillerait de tout son éclat de droit de la nature » que doit venir la loi et non « par les faibles et le grand nombre ». Cette thèse fondamentale a deux conséquences : l'homme doit donner libre cours à ses passions et la morale commune ne traduit que l'impuissance des hommes vulgaires à reconnaître à ce principe toute sa valeur. Suivre ses passions, c'est donner occasion à son désir de manifester ce dont il était gros, à savoir la puissance d'exister de l'individu en qui il a surgi. S'opposer à ses passions, c'est s'opposer à ses désirs, à la Nature et à ses Lois.
Que représentent alors le Nomos et sa dimension éthique ?
Tout le contraire. Selon Calliclès, l'incapacité de ceux qui n'ont peut-être pas été bien doués par la Nature pour comprendre que le désir qui les travaillait intérieurement n'eut pu être ce qu'il avait à être que s'ils l'avaient de fait réalisé et non bridé. Certains voient dans cette idée l'apparition de la morale du « ressentiment » comme le dira plus tard Nietzsche, la morale des esclaves face à « l'a-morale » des maîtres, des Seigneurs (Herrenmensch), mais les conséquences de cette interprétation sont contestées par plusieurs autres. En effet, si Nietzsche s'oppose à la justice moralisante de Platon, il ne s'opposerait pas moins à la justice que Calliclès désire lui remplacer, car celui-ci en cherchant à dominer ne cherche pas à se dépasser lui-même, contrairement à la volonté de puissance qui est active et non réactive. Cela dit, pour Calliclès, la norme est constituée par et pour les faibles et vise à dompter les lions que sont les plus forts.

### La critique de la philosophie, «inutile et incertaine»
Reproche de Calliclès à la philosophie
D'être inutile, au sens exact étymologique du mot — à savoir d'aucun secours, sans profit —, pour le gouvernement de la Cité, et de réduire ceux qui la pratiquent à une incompétence notoire dans le domaine politique : « le philosophe ignore les lois qui régissent la cité ; il ignore la manière dont il faut parler aux autres dans les affaires privées et publiques ; il ne sait rien des plaisirs ni des passions, et, pour tout dire d'un mot, sa connaissance de l'homme est nulle »
Tout au plus est-elle souhaitable pour former l'esprit des jeunes gens, leur donner la culture et la logique nécessaires à la vie privée ou publique qui les attend, témoigner chez eux d'« une nature d'homme libre. » Mais poursuivre son étude au-delà de cet âge devient contre-productif et criminel. Car l'homme mûr qui s'adonne à une si futile activité pour son âge s'abaisse sciemment au niveau du vulgaire déjà coupable d'avoir donné le jour à une morale fratricide. Il devient volontairement « impuissant » (négateur de la puissance naturelle) : « […] un homme âgé que je vois continuer à philosopher […] a beau être bien doué naturellement, il devient moins qu'un homme, à fuir toujours le cœur de la cité. ».
En somme, Calliclès est imperméable à la philosophie en ce qu'il considère que le dialogue n'est qu'un jeu, c'est-à-dire qu'il ne peut en advenir aucune vérité. Il n'est en rien convaincu par les démonstrations de Socrate et demeure dans son opinion initiale. En d'autres termes, il confond dialectique et rhétorique, et se ferme à la maïeutique socratique sans que le philosophe y puisse rien faire. C'est peut-être là l'un des pires problèmes auxquels Platon, et Socrate avant lui, sont confrontés : le dialogue ne peut mener au vrai que si chacun des interlocuteurs y est réellement ouvert, constituant alors ensemble une philia. Si l'un des interlocuteurs, comme Calliclès, parle sans véritablement engager sa pensée, sans tenir pour vrai le pouvoir de dévoilement du logos, du discours, tous les efforts du philosophe sont vains.